# 中国大青金色花叶病毒
中国大青金色花叶病毒（學名：Clerodendrum golden mosaic China virus，ClGMCNV）是从大青属开花植物中分离出的双组分菜豆金色花叶病毒，是烟草、矮牵牛、茄属、辣椒属等植物黄色花叶病的病原体，也会引起一种称为“跳舞的火焰”的花叶病。